# 샤이브 파크
샤이브 파크(Shibe Park)는 미국 펜실베이니아주 필라델피아에 위치한 야구장이다. 과거 MLB 필라델피아 애슬레틱스, 필라델피아 필리스와 NFL 필라델피아 이글스의 홈구장으로 사용했다.
| 메이저 리그 베이스볼 올스타전 개최 경기장 |                    |             |
| 1942년                                    | 1943년 샤이브 파크 | 1944년      |
| 폴로 그라운즈                             | 1943년 샤이브 파크 | 포브스 필드 |
|                                           |                    |             |
|                                           |                    |             |

| 메이저 리그 베이스볼 올스타전 개최 경기장 |                    |               |
| 1951년                                    | 1952년 샤이브 파크 | 1953년        |
| 브릭스 스타디움                           | 1952년 샤이브 파크 | 크로슬리 필드 |
|                                           |                    |               |
|                                           |                    |               |